# Rathaus (Kirchheim in Schwaben)

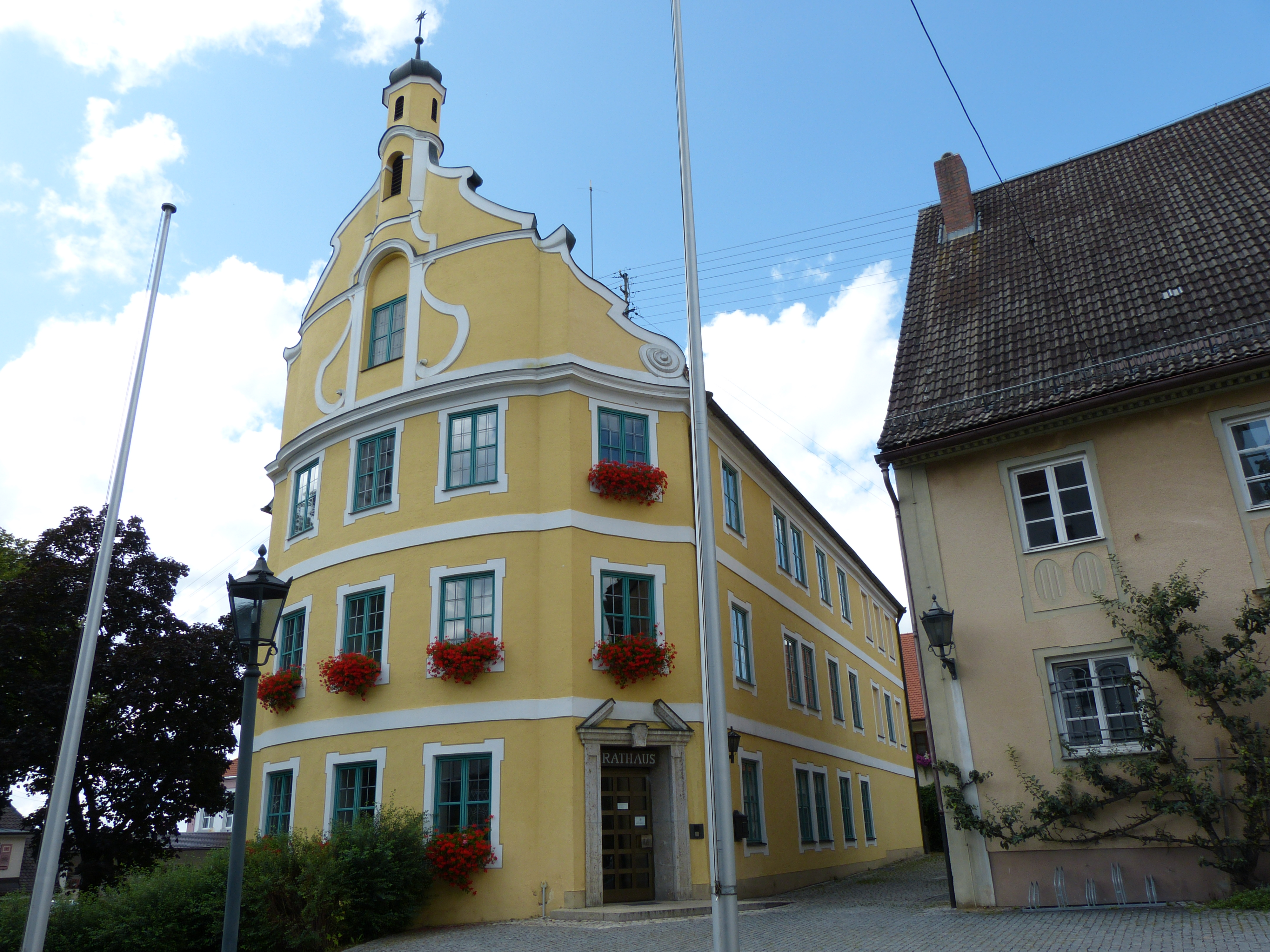
Rathaus in Kirchheim in Schwaben, Landkreis Unterallgäu

Das Rathaus in Kirchheim in Schwaben ist ein denkmalgeschützter Bau aus dem 18. Jahrhundert im Landkreis Unterallgäu im bayerischen Regierungsbezirk Schwaben. Es steht an der Adresse Marktplatz 6, gegenüber dem Schloss Kirchheim.

## Geschichte
An der Stelle des bestehenden Gebäudes wurde 1582 unter Hans Fugger ein Gebäude als Pfarrhof errichtet. Dieses ursprüngliche Gebäude wurde bis zum Jahr 1601, der Gründung des Dominikanerklosters in Kirchheim, als solches genutzt. Ab diesem Zeitpunkt wurde es in der Folge als Wohnung des Eisenmanns und des Geschichtsschreibers genutzt. Ebenso diente es als Gefängnis und Schranne, bis es als Landschaftsrathaus genutzt wurde, als es im Eigentum der Herrschaftsgemeinden war. Die Gemeinde Kirchheim erwarb das Eigentum am Rathaus erst 1842. Zu diesem Zeitpunkt war der Bau aus dem 16. Jahrhundert bereits im 18. Jahrhundert ersetzt. Ein Riss und Überschlag für einen Neubau erfolgte 1738 von Maurermeister Joseph Meitinger aus Ustersbach. Zahlungen an den Maurermeister fanden am 3. September 1740, am 3. November 1740 und am 13. Februar 1742 statt. Bis zur dritten Zahlung wurden bereits 2663 fl. verbaut. Die Gesamtkosten für den Neubau betrugen 4024 fl. Ausgeführt wurde der Neubau von Maurermeister Johann Michael Hennevogl aus Kirchheim und von den Zimmerleuten Barthel aus Eppishausen und Anton Höck aus Haselbach. Ferner waren am Bau die Schreiner Michael Ruef und Anton Schmid aus Kirchheim beschäftigt, wie eine Quittung vom 18. Juli 1743 dokumentiert. Der Maler Franz Anton Sauter aus Waltenhausen führte ebenfalls Arbeiten aus, für welche er 65 fl. gemäß einer Quittung vom 16. Dezember 1750 erhielt. Renovierungen fanden unter anderem in den Jahren 1871, 1889 und 1908 statt.

## Baubeschreibung
Das Rathaus ist ein dreigeschossiger, gelb verputzter, Satteldachbau mit fünf Längsachsen. Die Geschosse sind an allen Seiten mit weißen Putzbändern abgegrenzt. Unterhalb der Dachkante verläuft ein profiliertes Traufgesims, welches sich auf der südlichen Schauseite fortgeführt wird. Die beiden äußeren, der insgesamt fünf Achsen sind abgeschrägt und leicht konkav. Der Zugang zum Rathaus erfolgt durch eine Rechtecktür an der rechten Schrägachse. Der Mittelteil der Schauseite, mit drei Achsen, ist konvex vorgewölbt. Der Giebel ist als zweigeschossiger Schweifgiebel gestaltet, der sich über dem Profilgesims erhebt. Begrenzt wird dieser von reich gebrochenen Voluten. Eine Rundbogenblende mit Rechteckfenster ist im unteren der beiden Giebelgeschosse angebracht. Der Schluss der Rundbogenblende durchbricht dabei das darüber querverlaufende Gurtgesims. Darüber beginnt der erkerartig vorgewölbte Unterbau des Dachreiters der von Lisenen begrenzt wird. In diesem ist wiederum ein Rundbogenfenster und darüber ein Schweifgesims angebracht. Der Dachreiter selbst ist querformatig-achteckig mit Rundbogenöffnungen an den Hauptseiten. Gedeckt, über profiliertem Gesims, ist dieser mit einer Zwiebelhaube. Der liegende Dachstuhl des Rathauses besteht aus einem Kehlbalkendach. Die Kopfbüge in Rötel sind mit einem Kreuzmuster bemalt.